# Pseudosphenoptera lanceolatus
Pseudosphenoptera lanceolatus är en fjärilsart som beskrevs av Butler 1876. Pseudosphenoptera lanceolatus ingår i släktet Pseudosphenoptera och familjen björnspinnare. Inga underarter finns listade.